# Highway 61 Revisited
Highway 61 Revisited is het zesde studioalbum van de Amerikaanse singer-songwriter Bob Dylan. Het werd in augustus 1965 door Columbia Records uitgebracht. Het is Dylans eerste album dat bijna volledig opgenomen is met een rockband; alleen het slotnummer heeft geen drums en elektrische gitaar. Dylan werd op dit punt in zijn carrière weleens "angry young man" genoemd.
Het album bereikte de derde positie in de Billboard 200 Albums Charts. Het staat op de derde plaats in Rolling Stones lijst van The 500 Greatest Albums of All Time.

## Nummers
Alle muziek en teksten zijn geschreven door Bob Dylan. Tussen haakjes is de datum van de opname vermeld. 
| Nr. | Titel                                                           | Duur |
| --- | --------------------------------------------------------------- | ---- |
| 1.  | Like a Rolling Stone (15 juni 1965)                             | 6:09 |
| 2.  | Tombstone Blues (29 juli 1965)                                  | 5:58 |
| 3.  | It Takes a Lot to Laugh, It Takes a Train to Cry (29 juli 1965) | 4:09 |
| 4.  | From a Buick 6 (30 juli 1965)                                   | 3:19 |
| 5.  | Ballad of a Thin Man (2 augustus 1965)                          | 5:58 |

| 6.                 | Queen Jane Approximately (2 augustus 1965)    | 5:31  |
| 7.                 | Highway 61 Revisited (2 augustus 1965)        | 3:30  |
| 8.                 | Just Like Tom Thumb's Blues (2 augustus 1965) | 5:31  |
| 9.                 | Desolation Row (4 augustus 1965)              | 11:21 |
| Totale duur: 51:26 |                                               |       |

## Outtake
"Sitting on a Barbed Wire Fence" werd in 1991 outgebracht op The bootleg series volumes 1-3

## Bezetting
- Bob Dylan – gitaar, mondharmonica, piano, zang
- Mike Bloomfield – gitaar
- Harvey Brooks aka Harvey Goldstein – basgitaar
- Bobby Gregg – drums
- Paul Griffin - orgel, piano
- Al Kooper – orgel, piano (Hohner pianet)
- Sam Lay – drums
- Charlie McCoy – gitaar
- Frank Owens – piano
- Russ Savakus – basgitaar